# カロンノ・ペルトゥゼッラ
カロンノ・ペルトゥゼッラ（伊: Caronno Pertusella）は、イタリア共和国ロンバルディア州ヴァレーゼ県にある、人口約18,000人の基礎自治体（コムーネ）。

## 地理

### 位置・広がり

#### 隣接コムーネ
隣接するコムーネは以下の通り。括弧内のMIはミラノ県所属を示す。
- チェザーテ (MI)
- ガルバニャーテ・ミラネーゼ (MI)
- ライナーテ (MI)
- オリッジョ
- サロンノ
- ソラーロ (MI)

### 地震分類
イタリアの地震リスク階級 (it) では、4 に分類される
。